# Groep Kuzu/Öztürk
De Groep Kuzu/Öztürk was een afgesplitste fractie in de Nederlandse Tweede Kamer. Zij bestond van 13 november 2014 tot 22 maart 2017.
De groep Kuzu/Öztürk kwam tot stand nadat de leden Tunahan Kuzu en Selçuk Öztürk op 13 november 2014 uit de fractie van de Partij van de Arbeid in de Tweede Kamer waren gezet omdat zij niet bereid waren hun vertrouwen uit te spreken in de opstelling van de fractie in het integratiedebat en in het integratiebeleid van minister Lodewijk Asscher. Een dag later kondigden Kuzu en Öztürk aan hun eigen beweging te zullen oprichten, die later de naam Beweging DENK kreeg. De Kamerfractie bleef, conform de gebruiken van de Tweede Kamer, tot de verkiezingen van 15 maart 2017 de naam groep-Kuzu/Öztürk dragen.
In de Kamer viel de fractie onder meer op doordat fractievoorzitter Kuzu geen afstand wilde nemen van de wijze waarop Turkse machthebbers omgingen met tegenstanders na de mislukte coup in Turkije in juli 2016. Tijdens het bezoek van de Israëlische premier Benjamin Netanyahu op 7 september 2016 aan de Tweede Kamer droeg Kuzu een pro-Palestijnse button en weigerde hij Netanyahu de hand te schudden omdat hij het niet eens was met het beleid van Israël betreffende de bezette gebieden.
DENK nam deel aan de Tweede Kamerverkiezingen van 2017 en behaalde drie zetels.